# Char de procession de sainte Aldegonde
Le char de procession de sainte Aldegonde est un char de procession utilisé jusqu'à la Révolution française lors des processions de sainte Aldegonde de Maubeuge et datant du XVIIIe siècle. Ce char est l'une des œuvres majeures du musée de Cambrai dans le département du Nord en France.

## Historique
Le char du Musée de Cambrai est lié au culte d'Aldegonde de Maubeuge. Ce culte est célébré à Maubeuge depuis le VIIe siècle et une procession est attestée, par une bulle de Clément VI, depuis 1265.
Ce char, quant à lui, date du deuxième quart du XVIIIe siècle, vers 1735. Il fait partie d'une typologie de chars de procession utilisés dans les Pays-Bas par des archives ou des représentations anciennes. De tels chars sont ainsi attestés à Anvers ou à Bruges. Le char sert au transport de la châsse de sainte Aldegonde. Tiré par six chevaux, il est monté par six hommes. Les habitants de Maubeuge le surnomment le « car d'or ».
Saisi à la Révolution française, il sert pour des fêtes républicaines avant d'être acheté en 1812 par la ville de Cambrai. Il devait servir alors dans le cadre des processions de l'icône Notre-Dame de Grâce. Un usage profane est davantage attesté par les archives anciennes. Lors des festivités du 15 août, le char a été utilisé pour transporter des cambrésiens et transformé en voilier comme cela est attesté en 1807.
Il intègre les collections du musée de Cambrai en 1916. En 1920, il est encore utilisé pour porter en triomphe les statues de Martin et de Martine, sorties indemnes de la guerre. Il est présenté, depuis 1994, dans l'espace du musée consacré au XVIIIe siècle.

## Comparaison

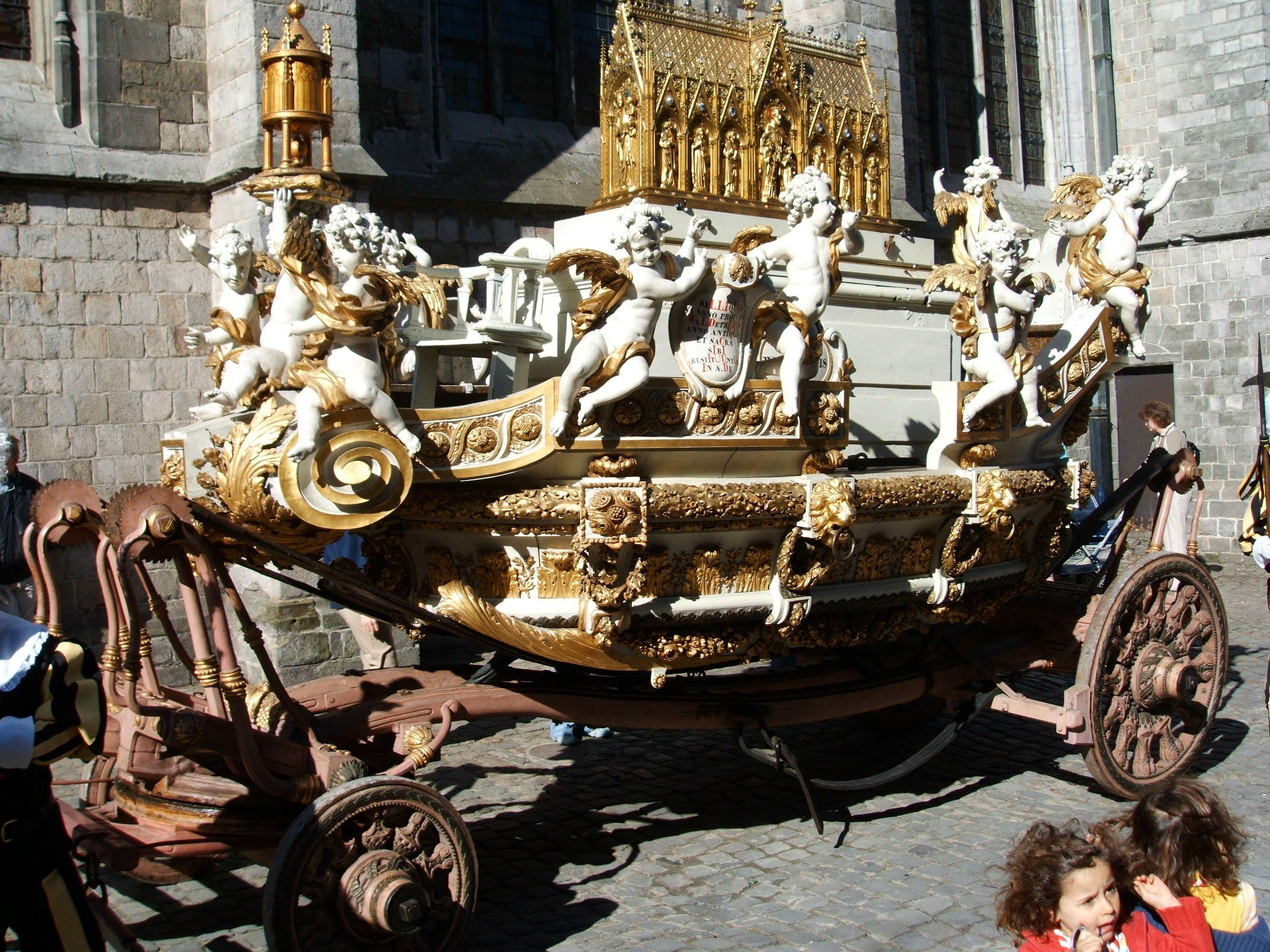
Le "car d'or" de Mons

Le char de procession de sainte Aldegonde est le seul char de procession du XVIIIe siècle conservé en France. Un exemplaire comparable se trouve à Mons, à la collégiale Sainte-Waudru et sert lors de la procession annuelle consacrée à cette sainte. La fondation du culte de sainte Waudru à Mons date du VIIe siècle, comme celle de Maubeuge. Elle était célébrée le mardi de la Pentecôte. Ce char est réalisé entre 1779 et 1780. Ce dernier porte, stylistiquement, des éléments plus proches du style Louis XVI.

## Galerie

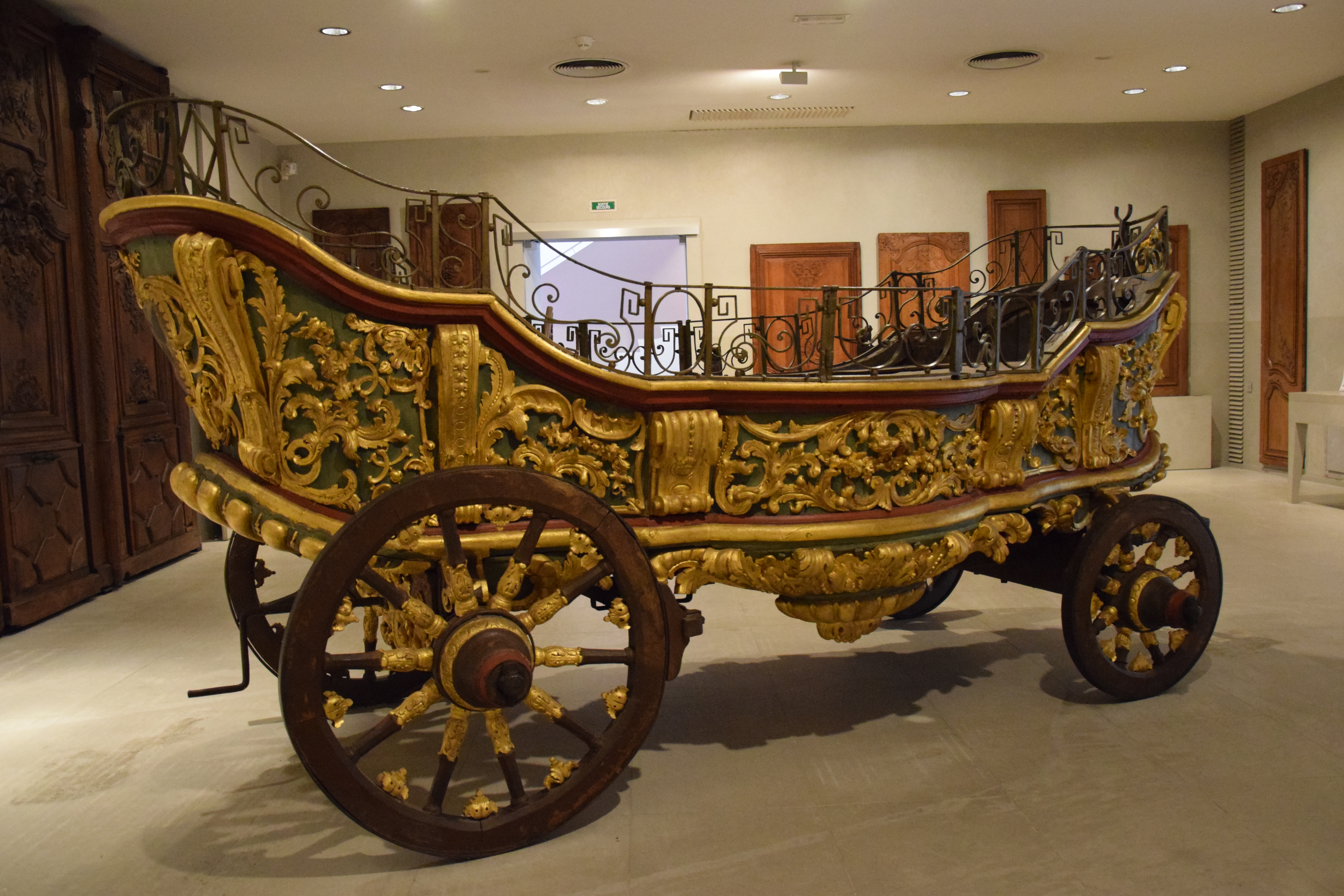
Vue de droite
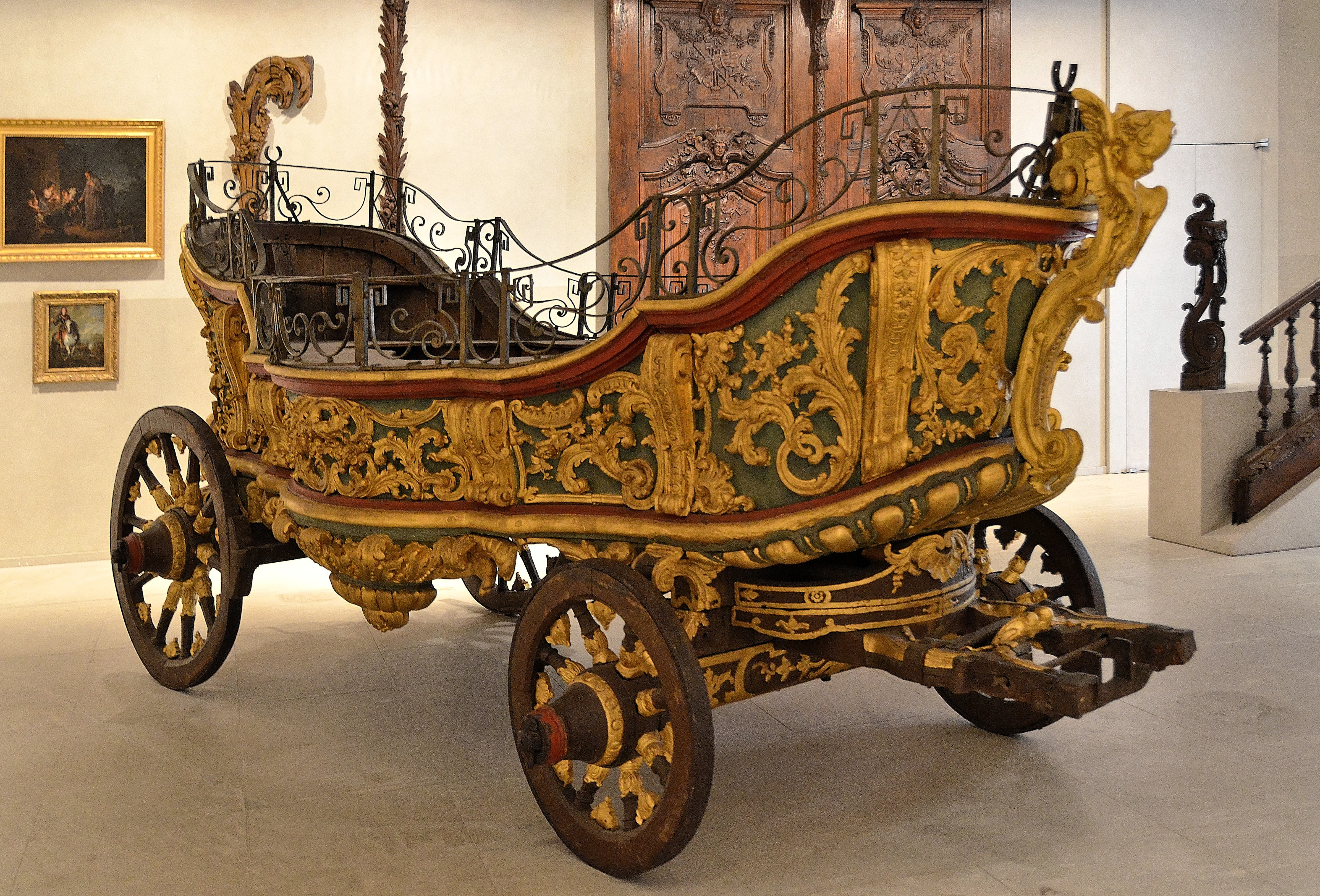
Vue de l'avant
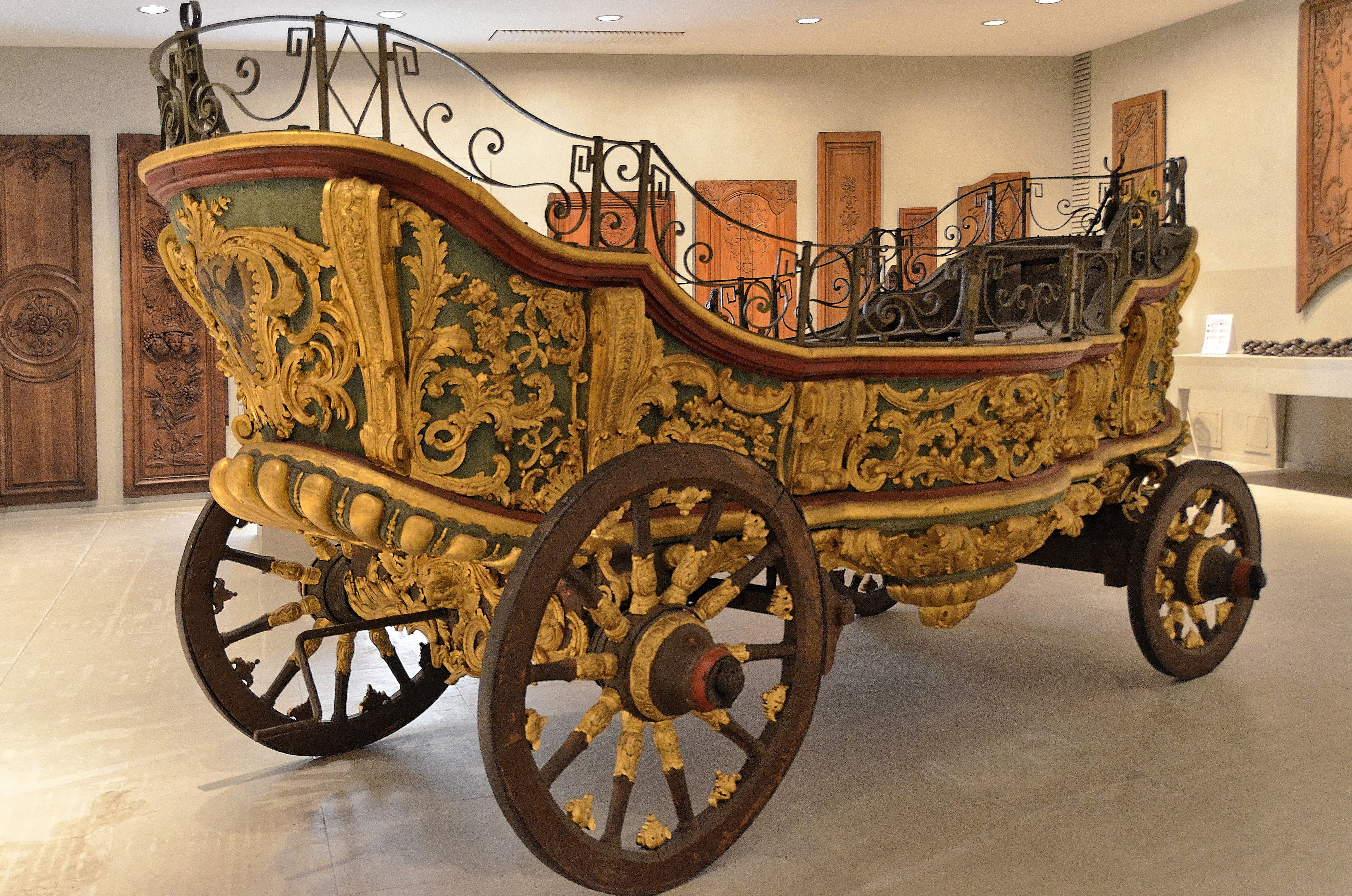
Vue de l'arrière